# Luciano D'Alessandro
Luciano d'Alessandro González (El Tigre, Anzoategui, 24 de enero de 1977) es un actor, modelo, presentador de televisión e ingeniero venezolano.

## Biografía
Nació el 24 de enero de 1977 en la ciudad de El Tigre, estado Anzoátegui en Venezuela. A los 16 años de edad se graduó de bachiller en el Liceo San Francisco de Asís, y se fue a Maracay, donde se graduó de Ingeniero en Sistemas en la Universidad Bicentenaria de Aragua. 
Incursionó en el medio artístico por mera casualidad: cuando residía en Maracay se trasladaba a la ciudad de Caracas a realizar comerciales y casting como forma de obtener más ingresos, y en Caracas fue a visitar a una amiga, Marianela González, que participaba en la telenovela La calle de los sueños transmitida por un importante canal de televisión del país. Allí, en el estudio de grabación, uno de los productores le preguntó si estaba interesado en actuar. 
Al poco tiempo Alberto Barroco le hizo una prueba de actuación pese a que Luciano no tenía estudios ni experiencia en esta rama. Pasó el examen y realizó su debut en televisión en el año 2000.
Comenzó estudios de artes escénicas con la profesora Natalia Martínez, esto le abrió las puertas en el 2001 para entrar a la academia de RCTV.
Debutó en 2000 en la telenovela Muñeca de trapo. Realizó su primer protagónico juvenil en la novela A calzón quita'o. Otras producciones donde ha participado han sido Mi gorda bella, Estrambótica Anastasia, Amor a palos -que fue su primera participación protagónica- y Te tengo en salsa.
Posteriormente en 2010 viaja a Colombia y protagoniza para Caracol Televisión, Secretos de familia. Regresa a Venezuela de la mano de Venevisión, trabajando en Torrente, La viuda joven, y en Mi ex me tiene ganas telenovela escrita por Martín Hahn.
En el año 2013 interpretó a Felisberto en la telenovela De todas maneras Rosa. Este mismo año fue el presentador de la primera edición del Miss Venezuela Mundo 2013.
En 2010 participó en la película Memorias de un soldado bajo la dirección de Caupolicán Ovalles. Alternando con las telenovelas, Luciano ha participado en obras de teatro como Hércules de Viviana Gibelli, Hollywood Style y Estás ahí. También ha participado en radionovelas como "El derecho de nacer" en 2010. Por su esfuerzo, se ha hecho acreedor de diferentes premios y reconocimientos, entre ellos, el Cacique de Oro y el Mara de Oro. 
En 2016, 2017 participa en la telenovela colombiana La esclava blanca con su personaje de Alonso Márquez.
Obtuvo el premio como Mejor Actor Protagónico de Telenovela en los premios Premios TVyNovelas (Colombia) por su personaje de Pablo Domínguez en La ley del corazón.
En el año 2017, debutó como presentador del reality Protagonistas de nuestra tele junto a  Ximena Córdoba. Así mismo participó como presentador en el Concurso Nacional de Belleza de Colombia 2017 junto a Andrea Serna ambos eventos en Canal RCN.  
En 2018 protagoniza La ley del corazón junto a Laura Londoño.

## Vida personal
Está casado con la ex-presentadora venezolana de CNN en Español, María Alejandra Requena desde el 14 de mayo del 2022.

## Filmografía

### Televisión
| Año       | Título                                | Personaje                   |
| --------- | ------------------------------------- | --------------------------- |
| 2000      | Muñeca de trapo                       | Daniel                      |
| 2001-2002 | A calzón quita'o                      | Abel Ferrer                 |
| 2002-2003 | Mi gorda bella                        | Román Fonseca               |
| 2004      | Estrambótica Anastasia                | Santiago Borosfky Samaniego |
| 2005-2006 | Amor a palos                          | Juan Marco Coronel          |
| 2006-2007 | Te tengo en salsa                     | Carlos Raúl Perroni Montiel |
| 2008      | Torrente                              | Reinaldo Gabaldón Leal      |
| 2010      | Secretos de familia                   | Alejandro Valencia          |
| 2011      | La viuda joven                        | Christian Humboldt          |
| 2012      | Mi ex me tiene ganas                  | Alonso Prada                |
| 2013-2014 | De todas maneras Rosa                 | Felisberto Macho-Vergara    |
| 2015-2016 | Celia                                 | Alberto Blanco              |
| 2016      | La esclava blanca                     | Alonso Márquez              |
| 2016-2019 | La ley del corazón                    | Pablo Domínguez Ortiz       |
| 2019      | Decisiones: Unos ganan, otros pierden | Guillermo Morán             |
| 2020      | Operación Pacífico                    | Jorge Camacho               |
| 2021-2022 | Enfermeras                            | Dr. Félix Andrade           |
| 2023      | Amores que engañan                    | Rogelio                     |
| 2025      | Velvet: el nuevo imperio              | Raúl de la Riva             |

### Películas
| Año  | Título | Rol   |
| ---- | ------ | ----- |
| 2024 | Padres | David |

### Presentador
| Año  | Título                                              | Rol                                           |
| ---- | --------------------------------------------------- | --------------------------------------------- |
| 2013 | Miss Venezuela Mundo 2013                           | Presentador principal                         |
| 2017 | Anexo:Concurso Nacional de Belleza de Colombia 2017 | Presentador principal junto a Andrea Serna    |
| 2017 | Protagonistas                                       | Presentador principal junto a Ximena Córdoba. |
| 2023 | Divinisimas                                         | Invitado                                      |
| 2023 | Protagonistas Miami                                 | Tisiano Torres                                |